# Dubbelstötarna
Dubbelstötarna är en svensk komisk deckar-miniserie som hade premiär den 23 mars 1980. Serien är regisserad av Pelle Berglund. I huvudrollerna ses Björn Gustafson och Frej Lindqvist. Den är baserad på romanerna Enkelstöten och Dubbelstöten av Tomas Arvidsson. Serien fick två uppföljare, Dubbelsvindlarna och Studierektorns sista strid.
Serien är en av titlarna i boken Tusen svenska klassiker (2009).

## Handling

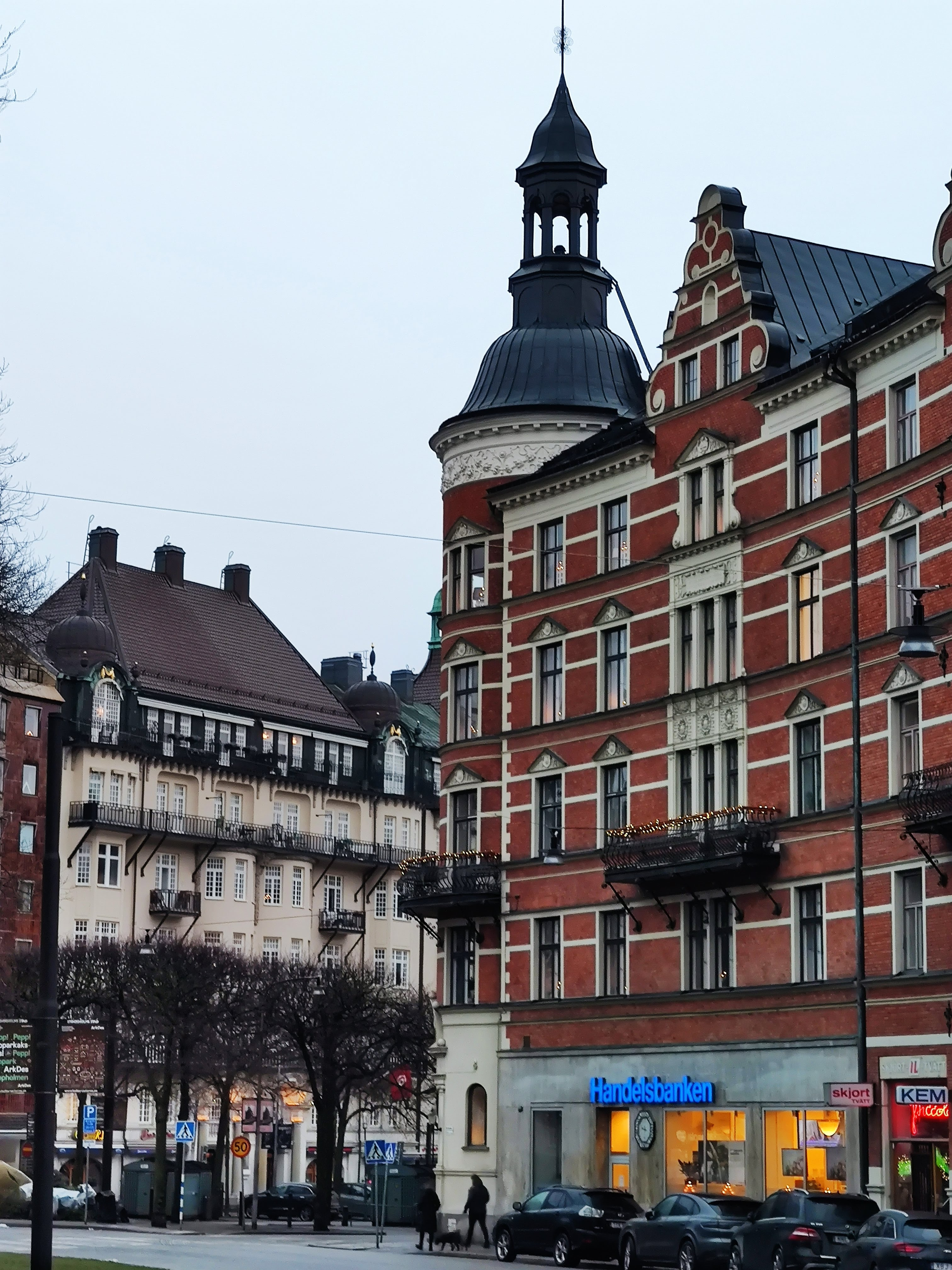
Handelsbanken vid Karlaplan i Stockholm, den bank som rånas i Dubbelstötarna.

Doktor Stensson har fått en briljant idé om hur man ska kunna dryga ut lönen en aning och söker därför upp sin gamle vän studierektorn Bertilsson i Kalmar, för vem i allsin dar skulle kunna misstänka en läkare och en skötsam studierektor för bankrån? Fast helt smärtfritt går det inte.
De båda kumpanerna skapar sig ärenden till Stockholm och genomför sin kupp där, samtidigt som de lägger ut falska spår. Den enda som blir misstänksam är Bertilssons sekreterare Britta Gyllenborg. Hon skriver ner sina misstankar i en dagbok, som olyckligtvis hamnar i polisens händer.

## Om serien
Serien baserar sig på Tomas Arvidssons böcker Enkelstöten och Dubbelstöten, båda från 1976. Björn Gustafson spelade rollen som Bertilsson och Frej Lindqvist spelade rollen som Doktor Stensson. Pelle Berglund stod för regin.

## I rollerna
- Björn Gustafson - Jan Bertilsson, studierektor
- Frej Lindqvist - Gunnar Stensson, doktor
- Gunilla Olsson - Violet
- Niels Dybeck - Kriminalassistent Lundén
- Dan Ekborg - Elevrådsordförande Andersson
- Helena Brodin - fru Bertilsson
- Maud Hyttenberg - fru Gyllenborg, studierektorns sekreterare
- Leif Liljeroth - Rektorn
- Jan Waldekranz - Lundéns assistent
- Torgny Anderberg - Rikspolischef
- Gösta Prüzelius - ordförande, Nobelkommittén
- Gunnel Wadner - Bankkassörska
- Tom Younger - Nobelpristagare

## Avsnitt
1. Två gamla skolkamrater träffas • 23 mars 1980
2. Välfärd föder brott • 30 mars 1980
3. En kommissarie börjar undra • 5 april 1980
4. I en viss dagbok • 13 april 1980
5. Vem vet vad som helst • 20 april 1980
6. Konsten att ta Nobelpriset • 11 maj 1980

## DVD-utgåva
Dubbelstötarna släpptes på två stycken DVD, med tre avsnitt på varje, den 20 juni 2007.

### Fotnoter
1. ↑  Gradvall et al 2009, nr. 563